# Pteronymia brunneta
Pteronymia brunneta är en fjärilsart som beskrevs av Richard Haensch 1903. Pteronymia brunneta ingår i släktet Pteronymia och familjen praktfjärilar. Inga underarter finns listade.